# Margarita Peralta
Margarita María Peralta Tovar (Villavicencio,  28 de junio de 1994) es una modelo y  presentadora colombiana. Representó al departamento del Meta en el Concurso Nacional de Belleza de Colombia 2012 donde figuró como la 2.ª finalista (1.ª princesa) en la noche final.

## Biografía
Margarita Peralta nació en Villavicencio, Meta el 28 de junio de 1994, sus padres son Gloria Tovar Campo y Fabio Peralta Pinto, participó en Elite Model Look donde ganó a la categoría de Mejor Rostro. Estudia Comunicación social y periodismo en la Universidad Sergio Arboleda, sus estudios escolares los hizo en el Colegio Los Portales vía Restrepo (Meta), luego residió en el país de Venezuela para finalmente terminar sus estudios en Bogotá en el Colegio Retos. Margarita mide 5 pies con 7 pulgadas; equivalente a 1.71 metros, sus medidas corporales son 84 de busto, 65 de cintura y 93 de cadera.

## Señorita Meta 2012
Margarita reemplaza a Carolina Jaramillo Forero, quien renunció el 12 de agosto por supuestos problemas de salud, que fueron expuestos en una carta enviada por la misma candidata al presidente de la Corporación del Concurso Raimundo Angulo, por eso la candidata la sustituyó y solo tuvo dos meses y medio de preparación para ir a Concurso Nacional de Belleza de Colombia 2012.

## Participación en Señorita Colombia
La candidata junto con 24 representantes de ciertos departamentos de Colombia, asistieron al Concurso Nacional de Belleza de Colombia 2012, que se celebró el 12 de noviembre de 2012 en el Auditorio Getsemaní - Centro de Convenciones Julio César Turbay Ayala, ubicado en la ciudad de Cartagena de Indias, en el norte del país, la candidata tuvo una participación destacada en las previas del concurso, primero el 17 de septiembre visitó junto con las representantes de Atlántico, Cauca, Cesar, Chocó, Cundinamarca, Nariño, Norte de Santander y Valle, las ruinas de Villa del Rosario, Pozo Azul, Ladrillera Sigma, Cristo Rey, Los Faroles y el municipio de Bochalema en Norte de Santander.
La candidata obtuvo el título de Zapatilla Real, este premio se le otorga a la candidata que mejor luce su calzado elaborado por Asoinducals, quien realiza el calzado para el certamen desde hace varios años.
En la noche de coronación, Margarita obtuvo una calificación de 9.70, correspondiendo a la segunda mejor calificación de la velada, superada por la puntuación de Valle del Cauca la cual fue 9.80. Al final de la noche la candidata se posicionó con el título de 1.ª princesa del reinado, esta posición es una de las más importantes del departamento del Meta, ya que solo ha ganado una vez el título de señorita Colombia en 1995 por Lina Gaviria Forero, y el título de Virreina de Colombia alcanzado en 2009 por Leidy Viviana Gómez.

## Representación internacional

### Reinado Panamericano de la Caña de Azúcar
Se realizó la versión 16 de este concurso en Santiago de Cali, el 29 de diciembre de 2012, 14 candidatas de diferentes partes del continente compitieron por el título. La ganadora fue Yohana Vaca de Bolivia, la virreina fue la colombiana, que tuvo el apoyo de la Organización de Belleza Colombiana en este concurso además Ganó el Premio a Mejor Sonrisa.

### Top Model of the World 2013
Como es costumbre una de las princesas del certamen participan en el certamen de modelaje Top Model of the World, desde 2008, donde Emma Carolina Cruz (en ese entonces tercera princesa) participara en la versión de 2008, donde logró obtener el título Best Body, un año después Stephanie Garcés fue designada por la organización y representó a Colombia en la versión del 2009, donde logró el título de Best Body, en 2010 Carolina Rodríguez Ferrero representó al país en la versión 2011 logrando el primer lugar, en 2011 la virreina Lizeth González entró en el Top 15, en la versión 2012 la representante fue Melina Ramírez donde obtuvo el título de Mejor sonrisa y el segundo lugar de la competencia.
Para la versión 2013 la cual se realizará en Egipto el 30 de marzo, Margarita, competiría por la corona de Luna Voce de Italia, actual Top Model of the World, pero el Concurso Nacional de Belleza de Colombia designó a la representante de Cartagena de ese año Elida Castro Herrera, quién llegó al top 10.

### Miss Intercontinental 2013
La organización Señorita Colombia, escogió a Margarita para representar a Colombia en Miss Intercontinental 2013 a realizarse el 14 de diciembre de 2013 en Magdeburg, Alemania, donde ella y 60 mujeres de distintas partes del mundo competirán por la corona de Daniela Chalbaud de Venezuela, saliente Miss Intercontinental 2012. En la velada de coronación obtuvo el título de Miss Sudámerica Intercontinental y quedó posicionada en el segundo lugar, por encima de Puerto Rico y la ganadora Ekaterina Plekhova representante de Rusia.

## Participación en Colombia's Next Top Model
Margarita participó en la tercera temporada del reality del televisión  Colombia's Next Top Model, siendo la primera eliminada de la competencia por decisión del jurado el 10 de enero de 2017.

## Presentación
En el año 2017 se vincula al informativo  Red Más Noticias, primero como periodista de entretenimiento, luego llega a la presentación de la edición de fin de semana y posteriormente en 2018 conduce el espacio Red Más Noticias Internacional de lunes a viernes.